# Frans II av Bägge Sicilierna
Frans II av Bägge Sicilierna, Francesco d'Assisi Maria Leopoldo, född 16 januari 1836 i Neapel, död 27 december 1894 på Schloss Arco, Tyrolen, i Österrike., var son till Ferdinand II av Bägge Sicilierna och Maria Christina av Savojen och gift 1859 med Maria Sophia, hertiginna i Bayern (1841–1925), syster till kejsarinnan Elisabeth av Österrike-Ungern.

## Biografi
Frans II förlorade sitt kungarike då det annekterades av Italien 17 december 1860, men gav inte upp kampen förrän han slutligen kapitulerade 13 februari 1861. Makarna bosatte sig därefter i Rom och från 1870 bodde de i Bayern och Österrike.
Maria Sofia och Frans fullbordade inte äktenskapet fysiskt på tio år eftersom Frans led av phimosis, och även känslomässigt var det en ofullbordad relation på grund av Frans blyghet och religiösa fanatism. 

## Barn
- Cristina Pia Maria Anna Isabella Natalia Elisa (1869–1870)